# Paulo Aquarone
Paulo de Tarso Aquarone (27 de Agosto de 1956 - São Paulo) é um poeta multimídia brasileiro, produz desde a década de 1990 trabalhos poéticos com apelo visual, buscando diversas mídias para concluí-los, entre elas o computador e internet que utiliza para divulgação e produção, considerado um dos precursores da poesia digital no Brasil, também nesse período realiza exposições em diversos espaços.

## Exposições
- 1996 – Exposição Individual na “Biblioteca Sérgio Milliet” do Centro Cultural São Paulo, 1 a 29 de fevereiro.
- 1997/1998 – Exposições Individuais, itinerantes, pelos Museus Históricos da Secretaria Estadual da Cultura de São Paulo – Guaratinguetá, Rio Claro, Vinhedo, Itapecerica da Serra.
- 1997 - Passagem subterrânea da Consolação, São Paulo - SP.
- 1998 - No saguão da Secretaria da Cultura de São Paulo
- 1999 – Exposição coletiva na Galeria Jô Slavieiro, juntamente com artistas da década de 50 (Década de 50 e seus envolvimentos): Alberto Teixeira, Anatol Wladyslaw, Antônio Maluf, Geraldo de Barros, John Graz, Judith Lauand, Lothar Charoux, Samson Flexor, Wega Nery e outros.
- 2000 – Exposição individual na Galeria da Biblioteca Nacional de Lisboa – Portugal (28 de setembro a 10 de novembro), em comemoração aos 500 anos do Descobrimento do Brasil e patrocinada pela Comissão Nacional para as Comemorações dos Descobrimentos Portugueses, do Ministério da Cultura de Portugal. As 40 obras (poemas e grafismos) foram doadas ao Acervo da Biblioteca Nacional, além de 30 exemplares do 11º livro “Poemas e Ilustrações Gráficas”.[5]
- 2001 – Exposição individual no saguão da Caixa Econômica Federal – Centro – SP.
- 2002 – Exposição individual no Complexo Júlio Prestes pela Secretaria Estadual da Cultura (de julho a agosto).
- 2003 – Exposição individual no Espaço Cultural PRODAM (de 13 fevereiro a 13 março).
- 2003 – Exposição individual na Biblioteca Municipal Mário de Andrade (de 01 a 20 de dezembro).
- 2004 – Exposição individual na Festa Literária Int. de Paraty (de 7 a 11 de julho).[6]
- 2005 - Exposição individual na Casa das Rosas-Espaço Haroldo de Campos, São Paulo - SP de 28 de janeiro a 18 de março[7].
- 2005 - Exposição individual no Saguão Centro Cultural Santander-Banespa, São Paulo - SP de 30 de maio a 30 de junho.
- 2006 - Exposição individual na Biblioteca Pública Alceu Amoroso Lima, São Paulo - SP de 7 de fevereiro a 4 de março.
- 2006 - Exposição individual no Espaço Cultural Público Tendal da Lapa, São Paulo - SP de 8 de maio a 8 de junho.
- 2006 - Mostra coletiva Conexões Tecnológicas - Prêmio Sergio Motta de Arte e Tecnologia no Saguão de entrada Senac Lapa Scipião, São Paulo - SP em 26 de maio. Obs.Poemas interativos e visuais no computador.
- 2006 – Exposição individual no Escritório de arte Lordello & Gobbi, São Paulo – SP de 3 de outubro a 14 de novembro.
- 2007 - Exposição individual na Biblioteca Pública do Estado do Rio de Janeiro, Rio de Janeiro - RJ de 02 de abril a 03 de maio.
- 2007/2010 - Exposição em mídia digital (meios de transporte e painéis eletrônicos), pela TVO Mixer, Brasil de 30 de novembro a 30 de novembro.
- 2008/2009 – Exposição individual no Centro Cultural Oduvaldo Vianna Filho – Castelinho do Flamengo, Rio de Janeiro – R J de 03 de dezembro de 2008 a 09 de fevereiro de 2009.[8]
- 2010 – Exposição individual na Biblioteca Pública do Estado de Santa Catarina – Florianópolis – SC de 20 de maio a 25 de junho.[9]
- 2010 – Exposição coletiva FILE (Festival Internacional de Linguagem Eletrônica) no prédio da FIESP - São Paulo - SP de 27 de julho a 29 de agosto (artista participante do projeto AlphaAlpha organizado por Regina Pinto).
- 2011 - Exposição individual na Biblioteca de São Paulo - SP de 01° a 31 de março.[10]
- 2012 – Exposição de vídeos-poema projetados no Festival Baixo Centro - São Paulo - SP de 23 de março a 1 de abril
- 2012 - Exposição indivudual no Theatro XVIII no Pelourinho - Salvador - BA em julho.[11]
- 2013 - Exposição de vídeos-poema projetados no Festival Baixo Centro - São Paulo - SP de 5 a 14 de abril.[12]
- 2013 - Exposição na SP-Arte (Feira Internacional de arte) na Galeria A Ponte - São Paulo - SP de 3 a 7 de abril.[13]
- 2014 - Exposição coletiva na Bienal Ex!poesia em Euskadi.

## Publicações e matérias
- Digestivo Cultural (portal cultural) - Brasil.[14]
- Expoesia Visual Experimental (revista digital) - México.[15]
- CPV (Centro de Poesia Visual) - Espanha.
- Berria (Jornal eletrônico) – País Basco.[16]
- Texto Digital (Revista eletrônica da UFSC) - Brasil.[17]
- Information Center "Window on America" – Croácia.
- Portal Luis Nassif - Blog da Cafu – Brasil.
- Boek861 (site de poesia visual, experimental e mailart) - Espanha.[18]
- Hiperscope.[19]
- MeioTom Poesia & Prosa (site de arte) - Brasil.[20]
- Netzliteratur (site de literatura digital) - Alemanha.[21]
- Poema Visual (site de poema visual) - Brasil.[22]

## Livros
- “Poemas Soltos de Mim” (1993),
- “Poemas que Eu Fiz” (1994),
- “Poemas que Vagam” (1994),
- “Poemas de Outono” (1994),
- “Poemas que Eu Conto” (1995),
- “Poemas de Novo” (1995),[23]
- “Poemas das Cores” (1996),
- “Poemas sobre Papel” (1996),
- “Poemas no Livro são letras de Símbolo” (1998)[24],
- “Som das Letras” (1999),
- “Poemas e Ilustrações Gráficas” (2000).
- Edição de livro  “Poemas Escolhidos”, em papel artesanal impresso em tipografia (30 exemplares).

## Comentários[25]
- Paulo Bomfim (poeta),
- João Scortecci (escritor e editor),
- Raphael Galvez (pintor e escultor),
- Adélia Prado (poeta),
- Judith Lauand (artista plástica),
- Antônio Maluf (artista plástico),
- Augusto de Campos (poeta),[26]
- Ferreira Gullar (poeta),
- Marcelo Spalding (escritor e jornalista).

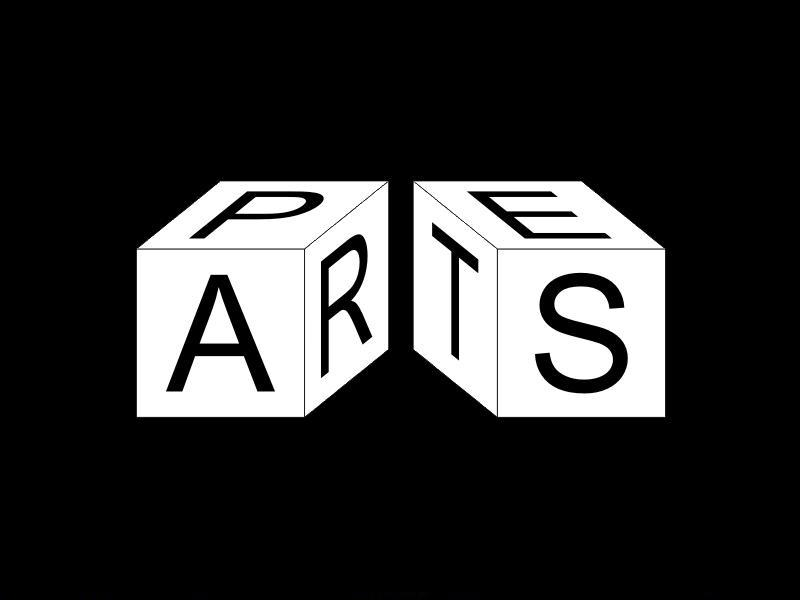
Poema Objeto
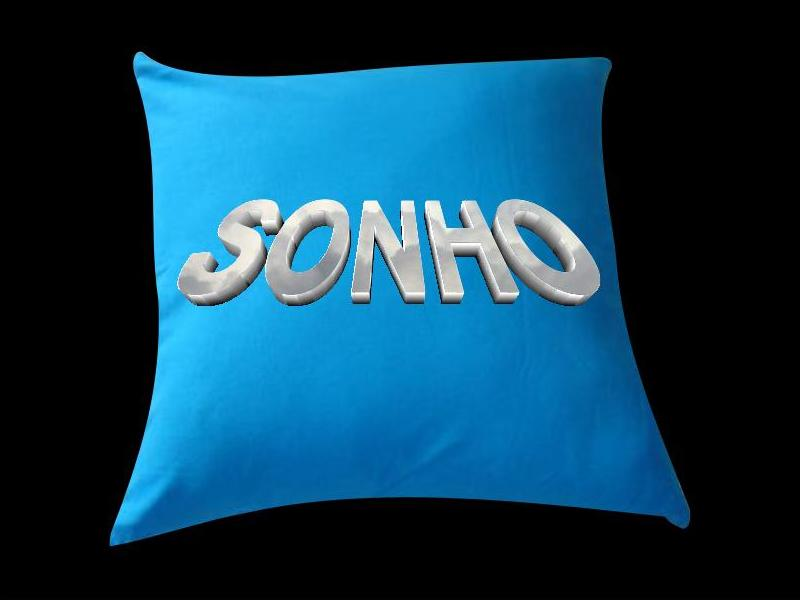
Poema Objeto
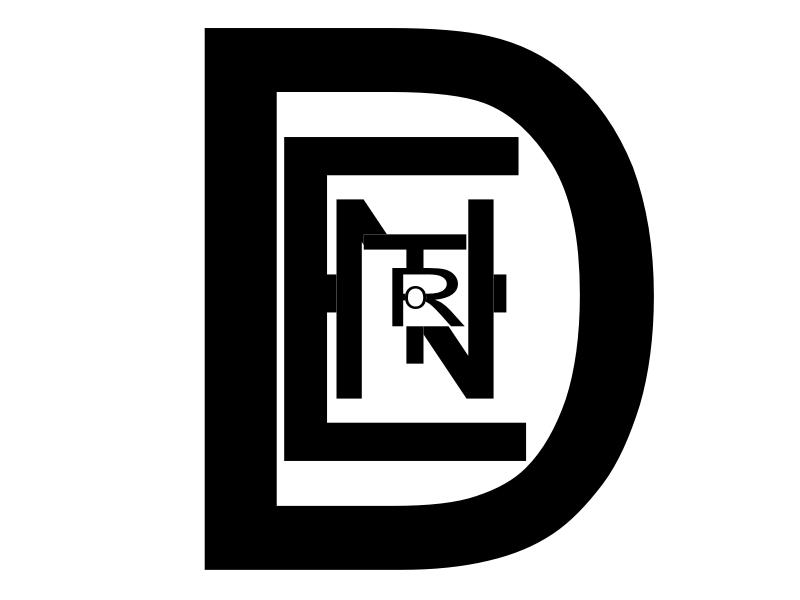
Poema Objeto
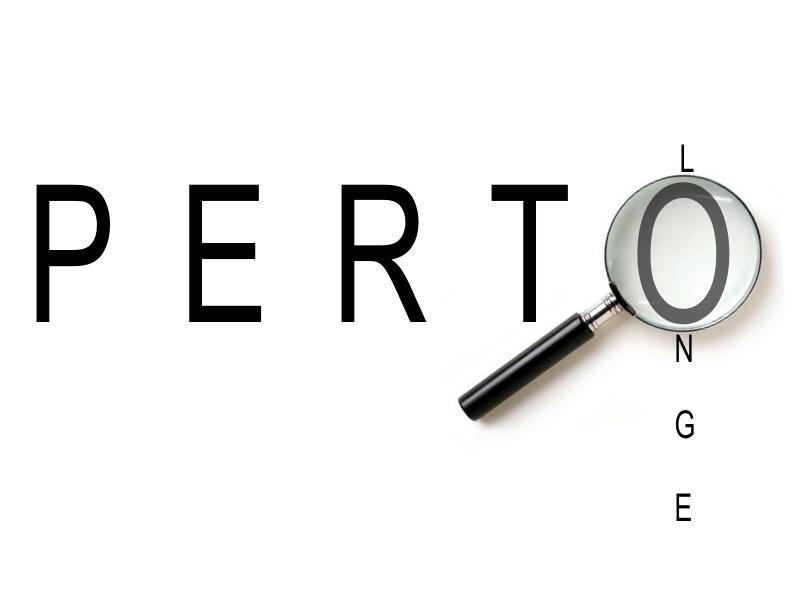
Poema Objeto
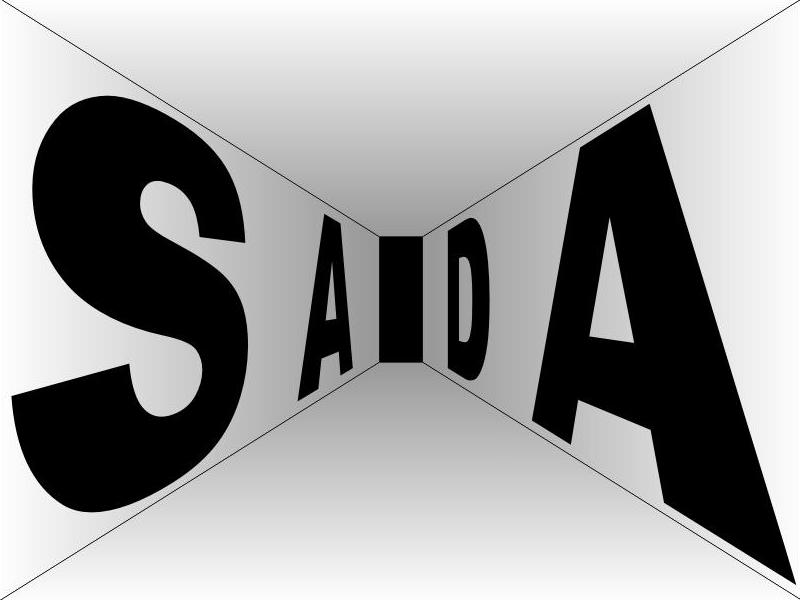
Poema Instalação
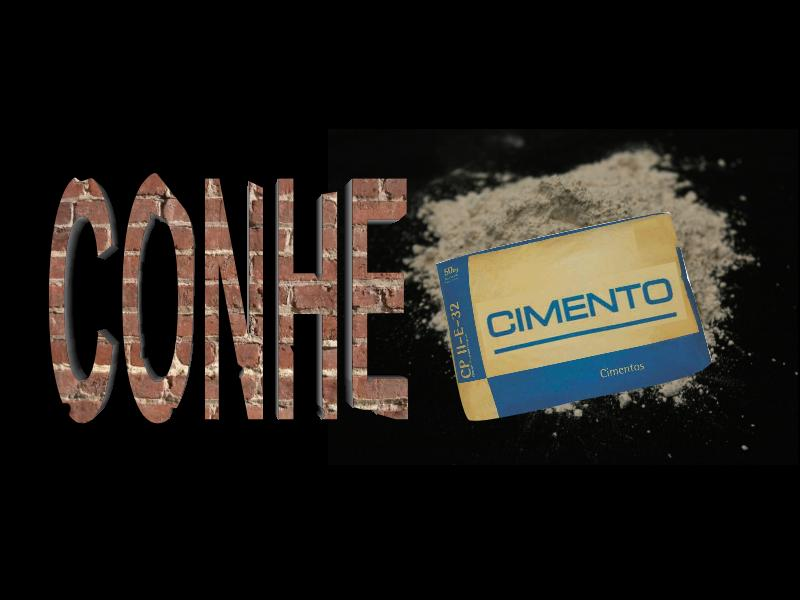
Poema Instalação
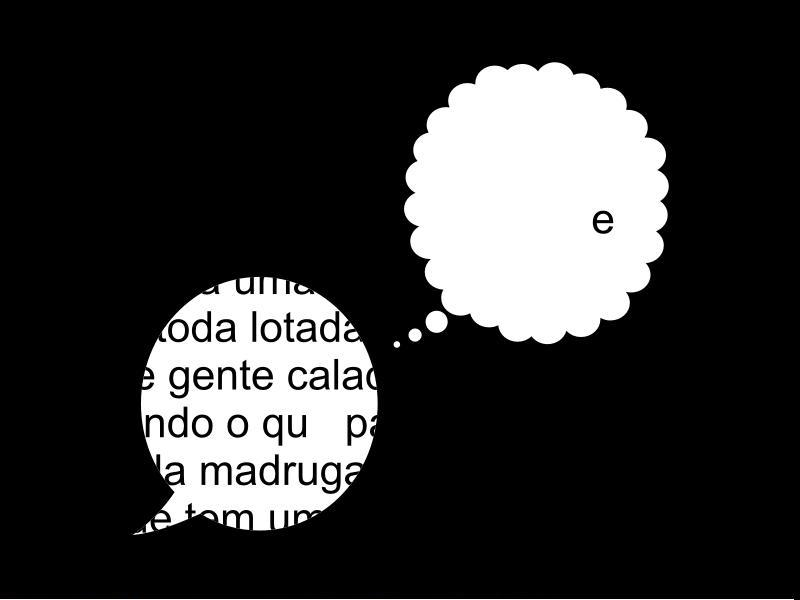
Poema Visual
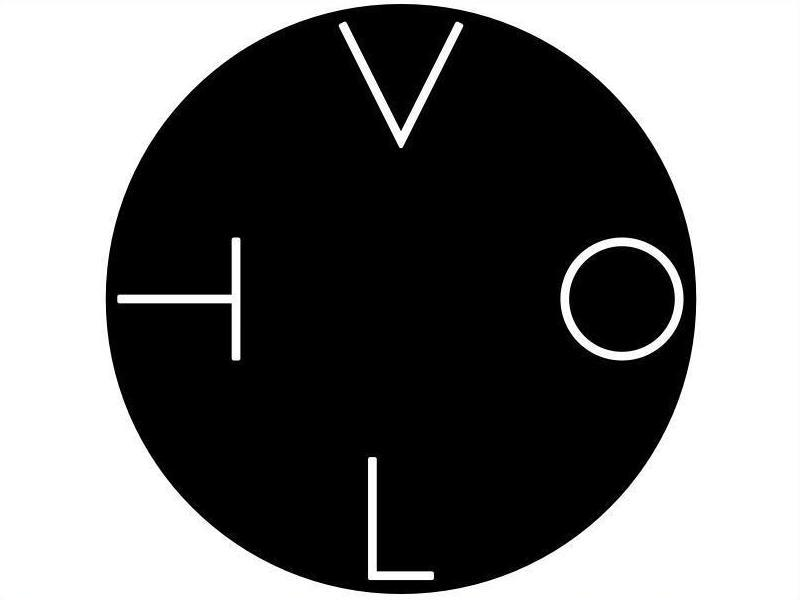
Poema Objeto
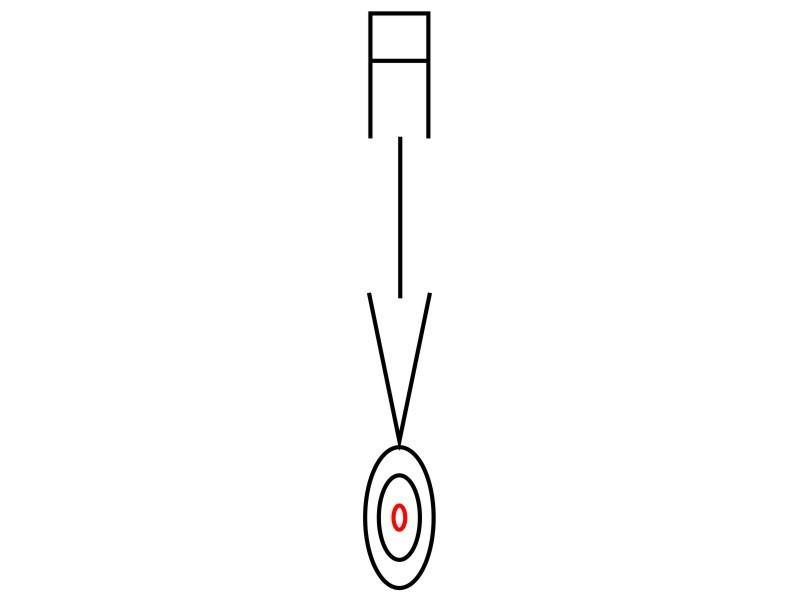
Poema Objeto
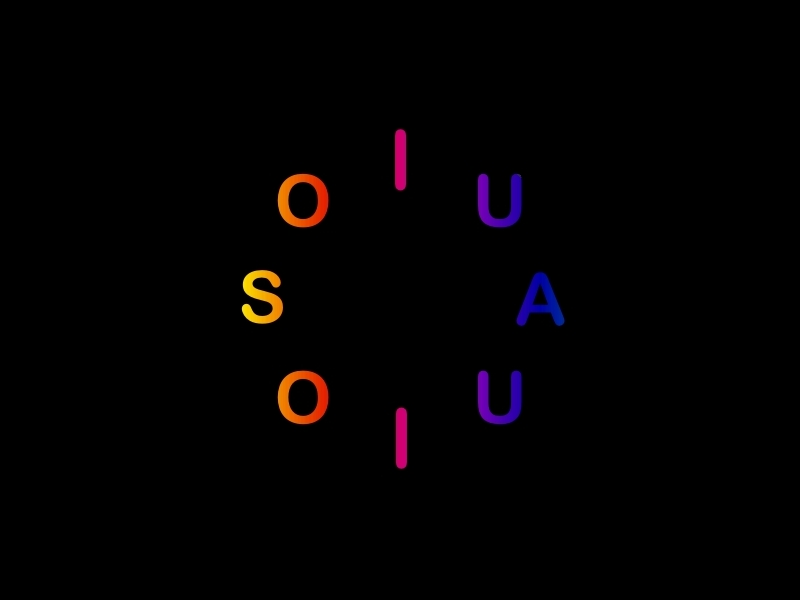
Poema Objeto
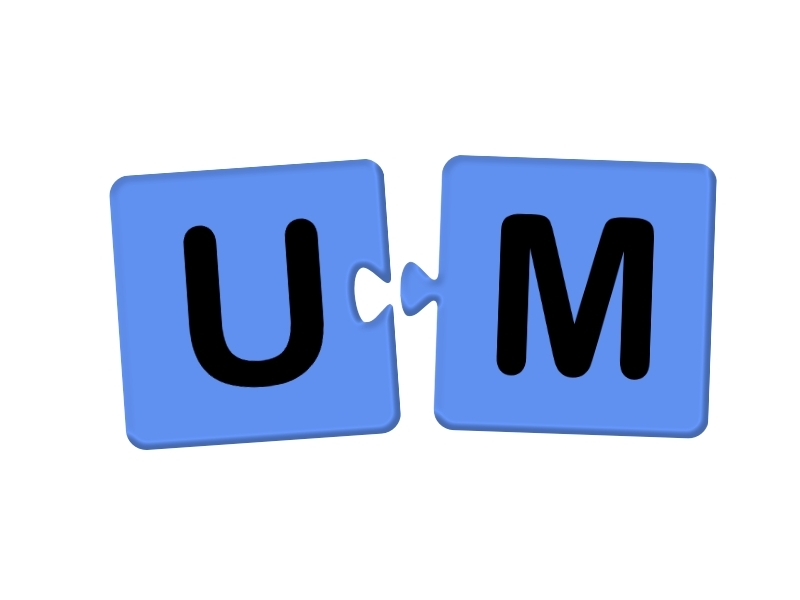
Poema Objeto Interativo
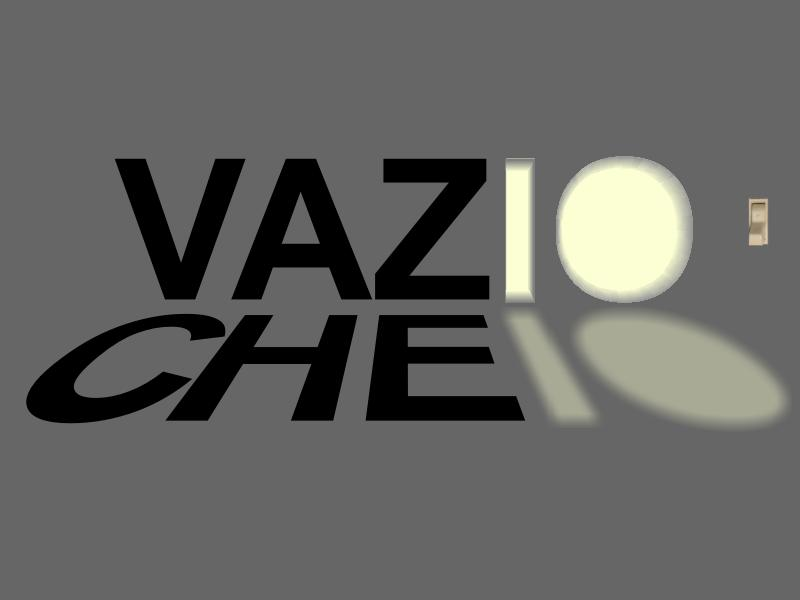
Poema Instalação
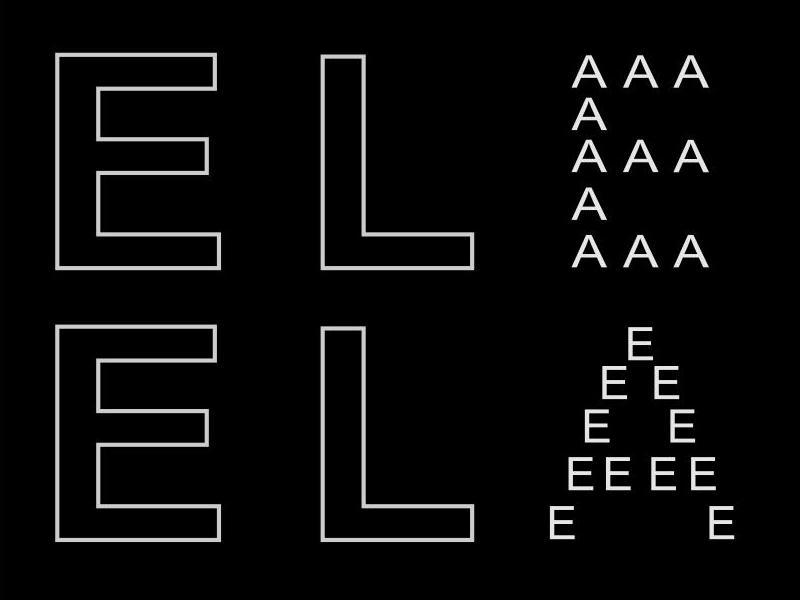
Poema Objeto
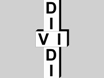
Poema Objeto
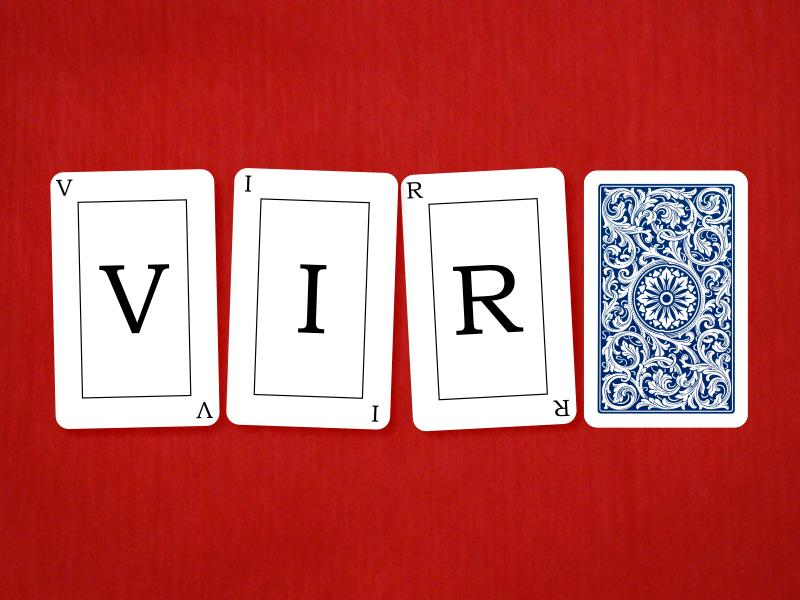
Poema Objeto
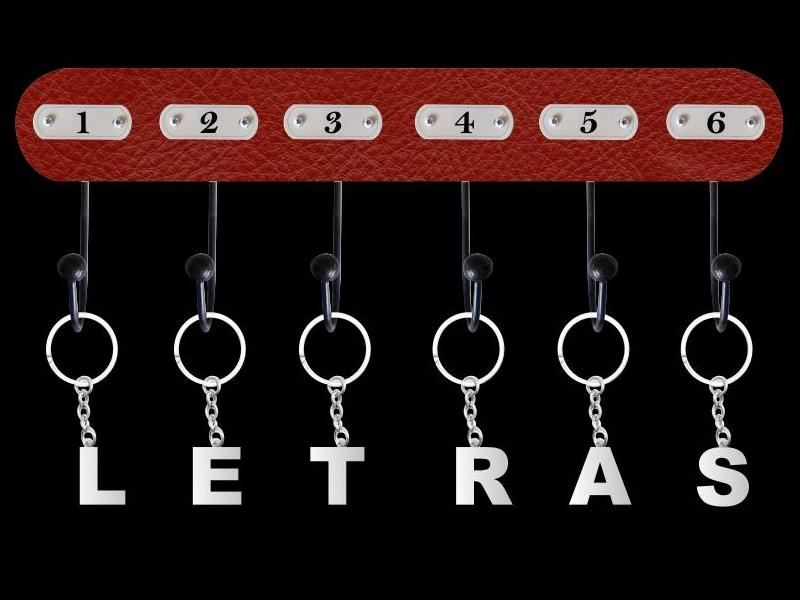
Poema Objeto
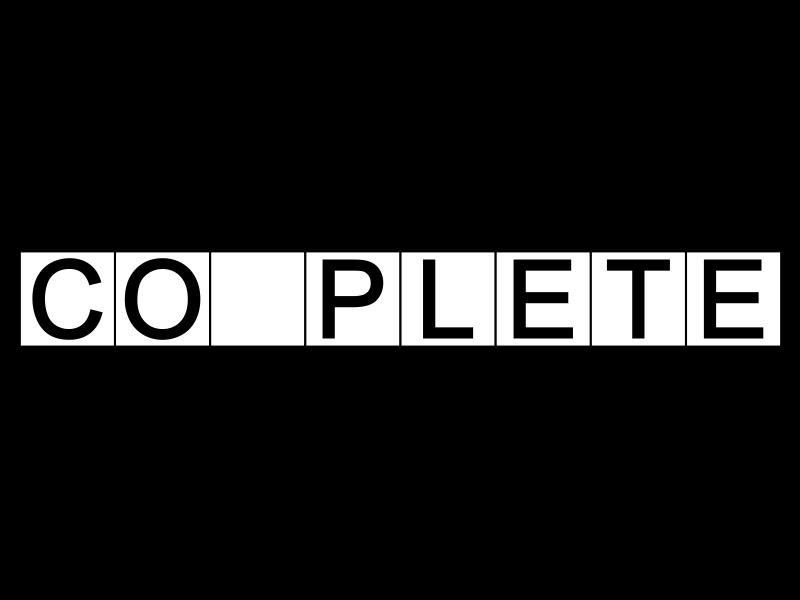
Poema Objeto
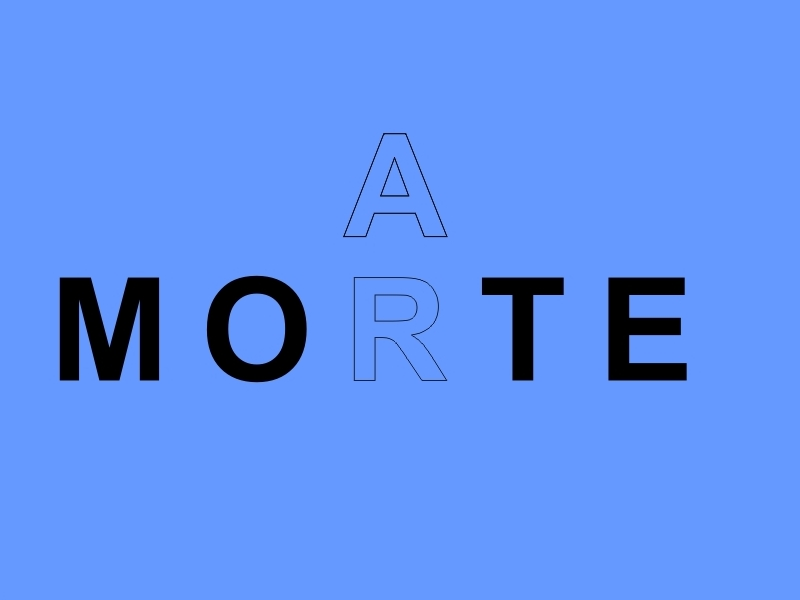
Poema Visual
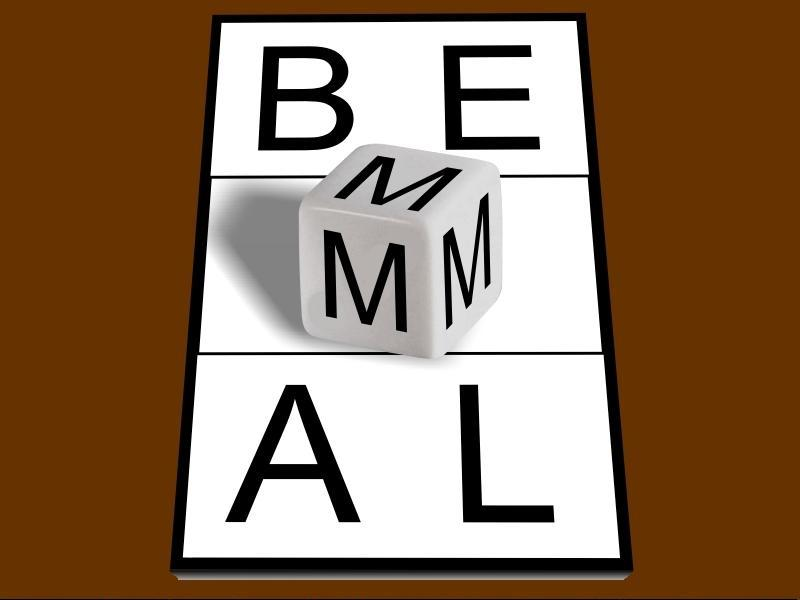
Poema Objeto
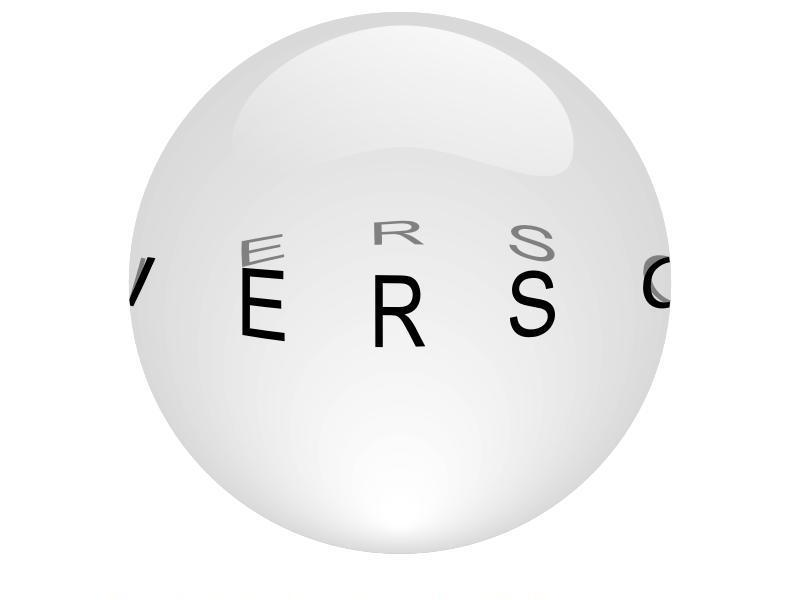
Poema Visual